# James Patrick Hogan
Pour les articles homonymes, voir Hogan.
James Patrick Hogan est un réalisateur, scénariste, acteur, producteur et directeur de la photographie américain né le 21 septembre 1890 à Lowell, Massachusetts (États-Unis), et mort le 4 novembre 1943 à Los Angeles (Californie).

## Filmographie

### Comme réalisateur
- 1920 : The Skywayman (en)
- 1920 : The Little Grey Mouse (it)
- 1921 : Bare Knuckles
- 1922 : Where's My Wandering Boy Tonight?
- 1924 : Unmarried Wives
- 1924 : Cœur de chien (Black Lightning)
- 1925 : Pari tragique (Capital Punishment)
- 1925 : Women and Gold
- 1925 : The Mansion of Aching Hearts
- 1925 : Jimmie's Millions
- 1925 : The Bandit's Baby (en)
- 1925 : My Lady's Lips
- 1925 : S.O.S. Perils of the Sea (en)
- 1925 : Steel Preferred
- 1926 : The King of the Turf (en)
- 1926 : The Isle of Retribution
- 1926 : Flaming Fury (en)
- 1927 : The Final Extra
- 1927 : The Silent Avenger
- 1927 : Mountains of Manhattan
- 1927 : Finnegan's Ball
- 1928 : The Broken Mask
- 1928 : Top Sergeant Mulligan
- 1928 : Hearts of Men
- 1928 : Burning Bridges (en)
- 1928 : Code of the Air
- 1928 : The Border Patrol (en)
- 1931 : The Sheriff's Secret
- 1932 : The Seventh Commandment
- 1934 : Paradise Valley
- 1935 : Life Returns (en)
- 1936 : Desert Gold
- 1936 : The Arizona Raiders (en)
- 1936 : Le Doigt qui accuse (The Accusing Finger)
- 1936 : Arizona Mahoney
- 1937 : Bulldog Drummond Escapes (en)
- 1937 : Le Dernier Train de Madrid (The Last Train from Madrid)
- 1937 : Le Voilier maudit (Ebb Tide)
- 1938 : Scandal Street (en)
- 1938 : Bulldog Drummond's Peril
- 1938 : La Ruée sauvage (The Texans)
- 1938 : Sons of the Legion (en)
- 1939 : Arrest Bulldog Drummond (en)
- 1939 : Bulldog Drummond's Secret Police (en)
- 1939 : Grand Jury Secrets
- 1939 : Bulldog Drummond's Bride (en)
- 1939 : $1000 a Touchdown
- 1940 : The Farmer's Daughter
- 1940 : Les Bas-fonds de Chicago (Queen of the Mob)
- 1940 : The Texas Rangers Ride Again
- 1941 : Ellery Queen's Penthouse Mystery
- 1941 : Power Dive
- 1941 : Ellery Queen and the Perfect Crime
- 1941 : Ellery Queen and the Murder Ring
- 1942 : A Close Call for Ellery Queen
- 1942 : A Desperate Chance for Ellery Queen
- 1942 : Enemy Agents Meet Ellery Queen (en)
- 1943 : No Place for a Lady (en)
- 1943 : The Strange Death of Adolf Hitler
- 1943 : The Mad Ghoul

### Comme scénariste
- 1939 : Chirurgiens (Disputed Passage) : Messenger boy
- 1944 : La Fière Tzigane (Gypsy Wildcat)

### Comme acteur
- 1924 : Black Lightning : Frank Larned
- 1927 : Mountains of Manhattan : 'Bull' Kerry
- 1938 : Swing That Cheer d'Harold D. Schuster : Football Player
- 1939 : $1000 a Touchdown : Spud

### Comme producteur
- 1924 : Princesse de music-hall (Unmarried Wives)
- 1934 : Paradise Valley

### Comme directeur de la photographie
- 1924 : Black Lightning